# 10亿人在挨饿
“10亿人在挨饿”，是联合国粮食及农业组织发起的一次网上反饥饿请愿活动。

## 起因
联合国粮食及农业组织表示：十亿人口长期生活在饥饿之中。随着2007-2008年粮食价格飞涨，全球粮食不安全状况恶化，对人类构成严重威胁。发展中国家粮食价格居高不下，近几年来，受饥饿影响的人口持续增加。全球经济危机对就业产生影响，使贫困加剧，形势正在恶化。粮农组织估计2009年饥饿人口增加1.05亿，目前全世界的营养不良人数达到约10.2亿，这就意味着人类几乎将近有六分之一的人口正遭受饥饿。

## 在线请愿活动
为应对饥饿人口数量的增长，粮农组织理事会于2009年6月批准在11月16-18日召开世界粮食安全首脑会议。作为推动政府投入必要资金并优先用于粮食和农业的努力的一部分，在首脑会议之前，粮农组织实施了一个在线反饥饿请愿活动，并呼吁公众为消除饥饿在http://www.1billionhungry.org/home/zh/（页面存档备份，存于） 上签名响应。 粮农组织也呼吁在首脑会议前绝食反饥饿。 在首脑会议开始前，联合国粮农组织总干事雅克· 迪乌夫在该组织总部罗马展开24小时绝食，希望唤起世界关注全球10亿饥民的苦况。

## 减少饥饿的国家
粮农组织宣布在首脑会议前，一些国家如巴西、尼日利亚和越南正通过奖励小农户和农村产业来减少饥饿。粮农组织说是自上世纪90年代早期以来，在他们监控的79个国家中，显著降低营养不良人口数量的国家有31个，巴西、尼日利亚和越南就是其中的三个。

## 来自亲善大使的支持
粮农组织亲善大使计划包括卡尔·路易斯、凡妮·鲁、皮尔·卡丹、罗伯特·巴乔和其他人。他们表示他们将支持10亿人在挨饿的请愿活动并鼓励其他人签署请愿书。

## 信息来源
1. ↑  .   [2009-11-15]. （原始内容存档于2009-11-10）. 世界粮食日
2. ↑  Battle against hunger can be won with right policies, says UN report, UN New Centre, 11 Nov 2009 http://www.un.org/apps/news/story.asp?NewsID=32917&Cr=&Cr1= （页面存档备份，存于）
3. ↑  .   [2009-11-17]. （原始内容存档于2009-12-02）. UN targets hunger, pathways to success, Gov Monitor, 11 Nov 2009
4. ↑  http://www.google.com/hostednews/ap/article/ALeqM5gOI3OFnZpw49kh9wDhuWnZcjq9qwD9BTDIQG1 UN agency calls for global fast against hunger, AP, 11 Nov 2009
5. ↑  http://www.google.com/hostednews/canadianpress/article/ALeqM5iJQXk7fUx7bHJw_DegtogMXq6jvg UN food chief stages hunger strike ahead of summit, Canadian Press, 14 Nov 2009
6. ↑  http://www.reliefweb.int/rw/rwb.nsf/db900SID/SKEA-7XPFGF?OpenDocument
Countries buck hunger trend with right policies, Relief Web, 11 Nov 2009
7. ↑  http://www.robertobaggio.com/en/2009/11/fao_1_billion_hungry_petition.html （页面存档备份，存于） FAO: 1 billion hungry petition, 11-11-2009